# 5639 Ćuk
5639 Ćuk eller 1989 PE är en asteroid i huvudbältet som upptäcktes den 9 augusti 1989 av de båda amerikanska astronomerna Eleanor F. Helin och Jeff T. Alu vid Palomarobservatoriet. Den är uppkallad efter astronomen Matija Ćuk.
Asteroiden har en diameter på ungefär 3 kilometer och den tillhör asteroidgruppen Hungaria.